# La bella brigata
La bella brigata (La belle équipe) è un film francese del 1936 diretto da Julien Duvivier.

## Trama
Cinque amici senza lavoro Gianni, Carlo, Tintin, Giacomo e Mario vincono una grossa somma alla lotteria e decidono di rimettere in sesto una casa di campagna per trasformarla in una osteria alla moda. Nonostante i buoni propositi il destino porta piano piano il gruppo alla separazione: Giacomo parte quando si rende conto di essere innamorato di Ughetta, fidanzata di Mario, rifugiato spagnolo il quale temendo di essere rimpatriato fugge con la fidanzata poco tempo dopo; Tintin cade dal tetto il giorno della festa di fine lavori mentre Gianni ha iniziato una relazione con la bella Gina, ex moglie di Carlo. Nella prima versione vince l'amore ma ritenendola troppo pessimista venne rifatta e nella seconda versione Gina lascia i due uomini che mettono la loro amicizia davanti a tutto.